# Alfons Röblom
Alfons Röblom, född 3 augusti 1983 i Mariehamn, Åland, är en åländsk skådespelare, journalist och politiker. 
Alfons Röblom är utbildad vid Teaterhögskolan i Helsingfors och har gjort roller på bland annat Teater Tribunalen/Teater Galeasen, Teater Viirus, Svenska Teatern i Helsingfors och Wasa Teater. 
Alfons Röblom valdes in i det åländska parlamentet - lagtinget - i valet den 20 oktober 2019. I regeringsbildningen efter valet utsågs Röblom till utvecklingsminister med ansvar för miljö-, energi-, plan-, bygg-, bostads-, och högskolefrågor, en befattning han hade fram till 12 oktober 2022 då Hållbart Initiativ lämnade Ålands landskapsregering.
I valet 2023 återvaldes Röblom till lagtinget.
Han representerar partiet Hållbart initiativ och var en av partiets talespersoner (jfr partiledare) från september 2019 till maj 2025 då han efterträddes av Robert Laaksonen.

## Filmografi
- 2016 – Tulen Morsian (3:d Assistant Director)
- 2014 – På resande not (TV-serie), YLE
- 2014 – Tjockare än vatten (TV-serie), SVT
- 2013 – Lärjungen